# 札幌自由が丘学園三和高等学校

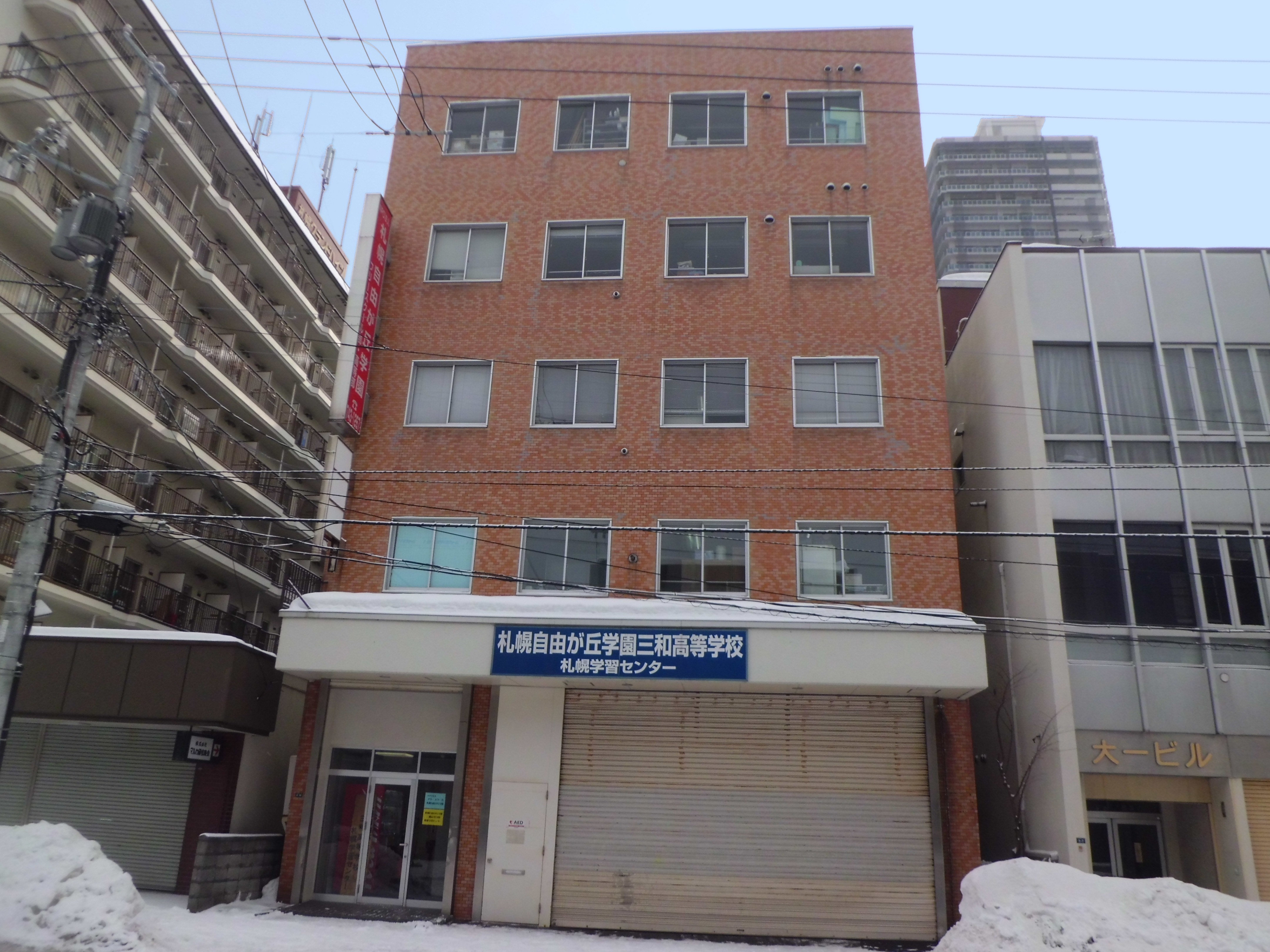
札幌学習センター

札幌自由が丘学園三和高等学校（さっぽろじゆうがおかがくえんさんわこうとうがっこう）は、北海道上川郡和寒町にある株式会社立の単位制・通信制高等学校。株式会社札幌自由が丘教育センターが設置・運営する。
フリースクール札幌自由が丘学園を運営するNPO法人札幌自由が丘学園を母体として設立し、札幌学習センターはNPO法人本部・フリースクール及びYouスペースと同じ建物にあり、高校生のほとんどは元フリースクール生である。

## 沿革
- 2009年 - 開校